# CYP2R1
Le CYP2R1 est le cytochrome P450 2R1, une enzyme qui est la principale vitamine D 25-hydroxylase,..Chez l'homme, il est codé par le gène CYP2R1 situé sur le chromosome 11p15.2. Il est exprimé dans le réticulum endoplasmique du foie, où il effectue la première étape de l'activation de la vitamine D en catalysant la formation de 25-hydroxyvitamine D.
L'activité de la vitamine D 25-hydroxylase est également possédée par certaines autres enzymes du cytochrome P450, en particulier le CYP27A1, qui se trouve dans les mitochondries,.

## Fonction

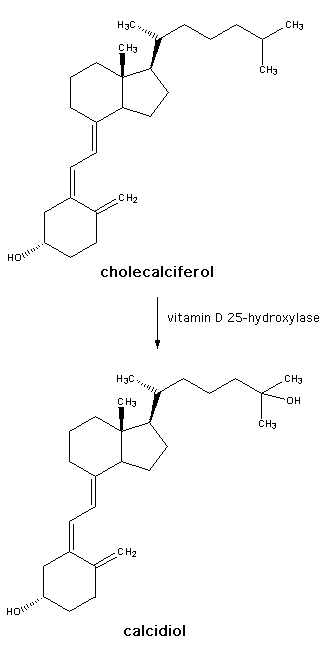
Conversion du cholécalciférol en calcidiol catalysée par le CYP2R1.

Le CYP2R1 fait partie de la superfamille des enzymes du cytochrome P450. Les protéines du cytochrome P450 sont des mono-oxygénases qui catalysent de nombreuses réactions impliquées dans le métabolisme des médicaments et la synthèse du cholestérol, des stéroïdes et d'autres lipides.
Le CYP2R1 est présent dans le réticulum endoplasmique du foie (la fraction microsomale ). Il a une activité 25-hydroxylase, qui convertit le cholécalciférol (vitamine D 3 ) en calcifediol (25-hydroxyvitamine D 3, également connu sous le nom de calcidiol), la principale forme circulatoire de la vitamine,. Le CYP2R1 hydroxylera également l'ergocalciférol (vitamine D 2 ), dérivé de sources alimentaires, en 25-hydroxyvitamine D 2 (ercalcidiol). Ces formes 25-hydroxylées de vitamine D, connues sous le nom de 25(OH)D, se lient fortement à la protéine liant la vitamine D dans le sang et sont les principales formes circulantes de vitamine D. Celles-ci sont couramment mesurées pour déterminer le statut en vitamine D d'une personne et permet d'établir une carence en vitamine D.
Le calcifédiol est ensuite converti par l'action de la 25-hydroxyvitamine D3 1-alpha-hydroxylase en calcitriol, la forme active de la vitamine D3 qui se lie au récepteur de la vitamine D (VDR) et médie la plupart des actions hormonales physiologiques de la vitamine D.

## Importance clinique
La conversion de la vitamine D, en particulier du cholécalciférol, en 25(OH)D (calcifediol) est l'une des étapes clés du système hormonal de la vitamine D. On pensait auparavant que l'activité enzymatique du CYP2R1 réalisant ce processus était exprimée de manière constitutive et stable, de sorte que le sérum 25(OH)D était une mesure de l'apport de vitamine D.
Le CYP2R1 est maintenant connu pour être régulé, avec des variations dans l'expression et l'activité du CYP2R1 affectant le 25(OH)D circulant. De faibles niveaux d'activité du CYP2R1 ont été trouvés après un jeûne de 24 heures, dans l'obésité, le diabète de type 1 et de type 2 et sont diminués par les glucocorticoïdes tels que la dexaméthasone. Ces conditions sont connues pour être liées à de faibles taux sanguins de 25(OH)D, où même de fortes doses de vitamine D peuvent ne pas produire d'amélioration, ce qui peut s'expliquer par des activités enzymatiques faibles.

### Polymorphismes duCYP2R1
Les variations polymorphes du gène CYP2R1 ont le plus grand effet sur les concentrations sériques individuelles de 25(OH)D, par rapport aux autres variations génétiques. Une mutation héréditaire du gène CYP2R1 L99P, qui entraîne la substitution d'une proline à un résidu leucine au codon 99, élimine l'activité enzymatique et est associée à une forme rachitisme. Un autre variant, le K242N, où la lysine en position 242 est remplacée par l'asparagine, donne un phénotype similaire. Les symptômes sont de faibles taux circulants de 25(OH)D et des symptômes classiques de carence en vitamine D,.

## Études chez la souris
Des organismes modèles ont été utilisés dans l'étude de la fonction du CYP2R1. Des souris ont été générées sans Cyp2r1 et à la fois sans Cyp2r1 ni Cyp27a1.